# Zagłębie Sosnowiec SA
El Zagłębie Sosnowiec SA és un club de futbol polonès de la ciutat de Sosnowiec.

## Història

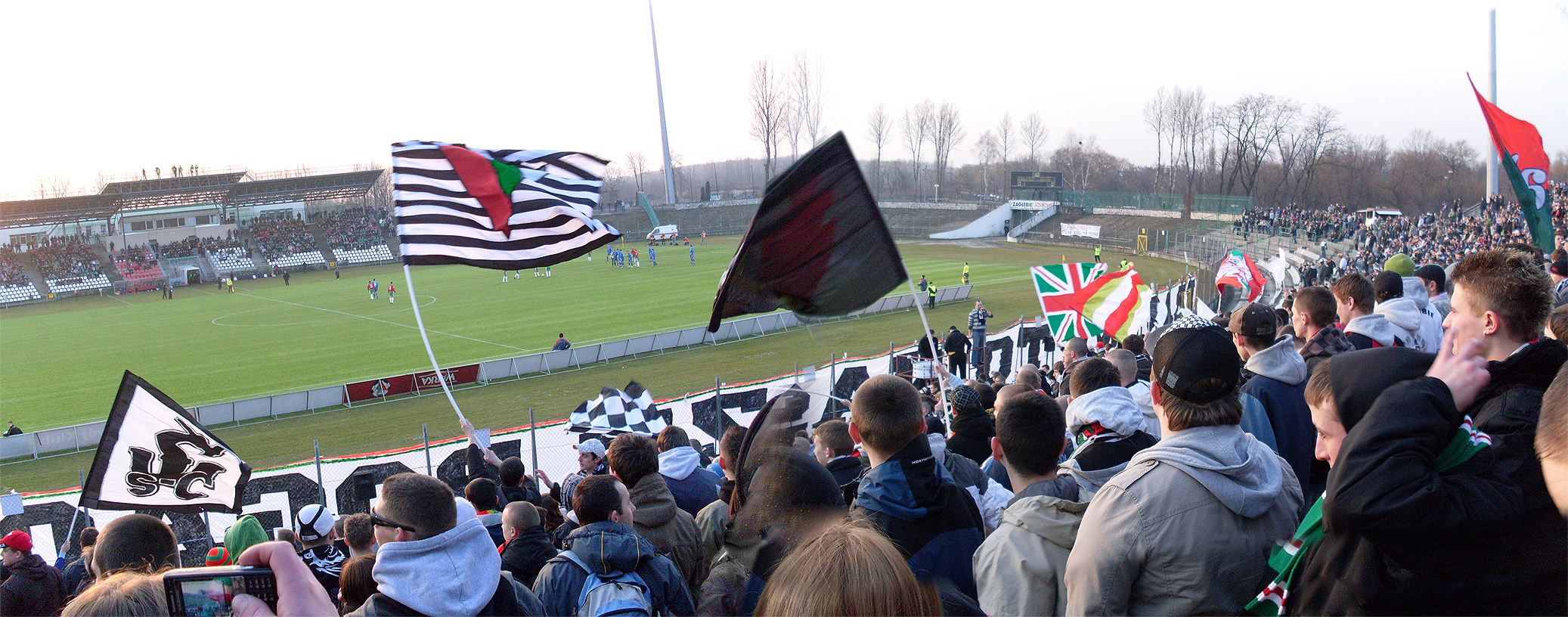
Stadion Ludowy

El club va néixer el 1906. Evolució del nom:
- 1906: Klub Sportowy Milowice
- 1908: Towarzystwo Sportowe Union Sosnowiec
- 1918: TS Victoria Sosnowiec
- 1919: TS Sosnowiec
- 1931: Unia Sosnowiec
- 1945: RKS Sosnowiec
- 1945: Rejonowa Komenda Uzupełnień Sosnowiec
- 1948: ZKSM Unia Sosnowiec
- 1949: ZKS Stal Sosnowiec
- 1962: GKS Zagłębie Sosnowiec
- 1993: Stal Sosnowiec
- 1994: STS Zagłębie Sosnowiec
- 2001: Zagłębie Sosnowiec SSA
- 2004: Zagłębie Sosnowiec SA

En el seu palmarès destaquen quatre copes poloneses (1962, 1963, 1977, 1978). També fou quatre cops segon classificat a primera divisió (1955, 1964, 1967, 1972).

## Hoquei Gel
La secció d'hoquei sobre gel (KH Zagłębie Sosnowiec) ha estat cinc cops campió nacional els anys 1980, 1981, 1982, 1983 i 1985.

## Voleibol
La secció de voleibol masculina ha estat dos cops campió nacional els anys 1985 i 1986.

## Palmarès
- Copa polonesa de futbol: 
  - 1962, 1963, 1977, 1978

## Futbolistes destacats
- Andrzej Jarosik
- Włodzimierz Mazur
- Wojciech Rudy
- Jan Urban